# Thamnophis cyrtopsis
Espèce
Synonymes
- Eutaenia cyrtopsis Kennicott, 1860
- Streptophorus sebae var. collaris Jan, 1863
- Eutaenia cyrtopsis ocelatta Cope, 1880
- Thamnophis vicinus Smith, 1942

Statut de conservation UICN

 LC  : Préoccupation mineure
Thamnophis cyrtopsis est une espèce de serpents de la famille des Natricidae. 

## Répartition
Cette espèce se rencontre, :
- dans le sud-ouest des États-Unis dans le sud du Colorado, dans l'Utah, dans l'Arizona, dans le Texas et dans le Nouveau-Mexique ;
- au Mexique dans les États d'Aguascalientes et de Tamaulipas ;
- au Guatemala.

## Description
Cette espèce est ovovivipare. 

## Liste des sous-espèces
Selon The Reptile Database (4 septembre 2013) :
- Thamnophis cyrtopsis collaris (Jan, 1863)
- Thamnophis cyrtopsis cyrtopsis (Kennicott, 1860)
- Thamnophis cyrtopsis ocellatus (Cope, 1880)

## Taxinomie
Les sous-espèces Thamnophis cyrtopsis postremus et Thamnophis cyrtopsis pulchrilatus ont été élevées au rang d'espèce.

## Publications originales
- Cope, 1880 : On the zoological position of Texas. Bulletin of the United States National Museum, no 17, p. 1-51 (texte intégral).
- Jan, 1863 : Iconographie générale des ophidiens. Tome XII, J. B. Balliere et Fils, Paris (texte intégral).
- Kennicott, 1860 : Descriptions of new species of North American serpents in the museum of the Smithsonian Institution, Washington. Proceedings of the Academy of Natural Sciences of Philadelphia, vol. 12, p. 328-338 (texte intégral).